# Tanaraing
Tanaraing is een bestuurslaag in het regentschap Oost-Soemba van de provincie Oost-Nusa Tenggara, Indonesië. Tanaraing telt 1207 inwoners (volkstelling 2010).